# Sterling Brown (koszykarz)
Sterling Damarco Brown (ur. 10 lutego 1995 w Maywood) – amerykański koszykarz, występujący na pozycji rzucającego obrońcy, od 2023 zawodnik Alby Berlin.
Jest młodszym bratem dwukrotnego mistrza NBA – Shannona Browna.
26 listopada 2020 został zawodnikiem Houston Rockets. 9 sierpnia 2021 dołączył do Dallas Mavericks. 15 sierpnia 2023 zawarł umowę z niemiecką Albą Berlin.

## Osiągnięcia
Stan na 10 października 2023, na podstawie, o ile nie zaznaczono inaczej.
- Uczestnik turnieju NCAA (2015, 2017)
- Mistrz:
  - turnieju konferencji American Athletic (AAC – 2015, 2017)
  - sezonu regularnego AAC (2015, 2017)
- Zaliczony do:
  - I składu turnieju AAC (2017)
  - II składu AAC (2017)
- Zawodnik tygodnia (6.02.2017, 6.03.2017)
- Uczestnik:
  - meczu gwiazd NCAA – Reese's College All-Star Game (2017)
  - turnieju Portsmouth Invitational Tournament (2017)